# Ernst Happel
Ernst Happel (Viena, 29 de noviembre de 1925-Innsbruck, 14 de noviembre de 1992) fue un futbolista y entrenador austriaco, considerado uno de los mejores estrategas del fútbol europeo. Como jugador desarrolló gran parte de su carrera en el Rapid Viena y fue internacional con la selección de Austria.
Como entrenador consiguió ganar títulos de liga y copa nacionales en los Países Bajos, Bélgica, Alemania y Austria, además de ganar la Copa de Europa dos veces, la primera en 1970 y la segunda en 1983, y un subcampeonato en la Copa Mundial de la FIFA de 1978 con Países Bajos. Fue el primero de cinco entrenadores en haber ganado la Copa de Europa con dos clubes diferentes. También es uno de los seis técnicos que han ganado campeonatos nacionales de liga en al menos cuatro países diferentes.
Es considerado como uno de los teóricos y estrategas más prominentes del fútbol europeo del siglo XX y ha aparecido en las listas de los mejores entrenadores de la historia del fútbol en France Football y The Times. El Praterstadion de Viena fue renombrado Ernst-Happel-Stadion en su honor tras su muerte en 1992.
Del mismo modo, es importante anotar que el austríaco es el primer entrenador en darle su primer Champions a 2 equipos diferentes: Feyenoord y Hamburgo.

## Trayectoria

### Como jugador
Empezó su carrera de futbolista en el Rapid Viena en 1943. En esos años, tanto Austria como casi toda Europa estaba sumida en la Segunda Guerra Mundial, y el fútbol pasaba a segundo plano.
Sin embargo, en sus once años en el Rapid, no pasaron desapercibidos. Para nada, ya que gracias a su carrera cimentó los primeros pasos de sus futuros éxitos como entrenador. En las filas del Rapid logró cinco Ligas austriacas, aparte de una Copa Mitropa.
Posteriormente jugó en el Racing Club de París, aunque solamente duró dos años, pero siguió demostrando su calidad en cancha.
Acabó jugando de nuevo en el Rapid Viena, donde se retiró en 1959. Fue elegido capitán del Rapid en el «equipo del siglo», una votación que tuvo lugar en 1999.
Como internacional con su selección jugó en 51 partidos, anotando 5 goles.

### Como entrenador
Tras su retirada se formó como entrenador, pero su debut desde el banquillo tuvo que esperar 3 años.
En 1962, llegó a Holanda. Primero fue el ADO Den Haag, dándole hasta ahora, su gran logro nacional: la Copa de los Países Bajos.
Desde 1969, dirigió los destinos del Feyenoord de Róterdam. La primera temporada fue buena, ganando la Copa holandesa, pero la siguiente, mejor. Logró la primera y única Copa de Europa del club, en 1970, junto con la Copa Intercontinental. La siguiente campaña (1970-71), logró la Liga holandesa.

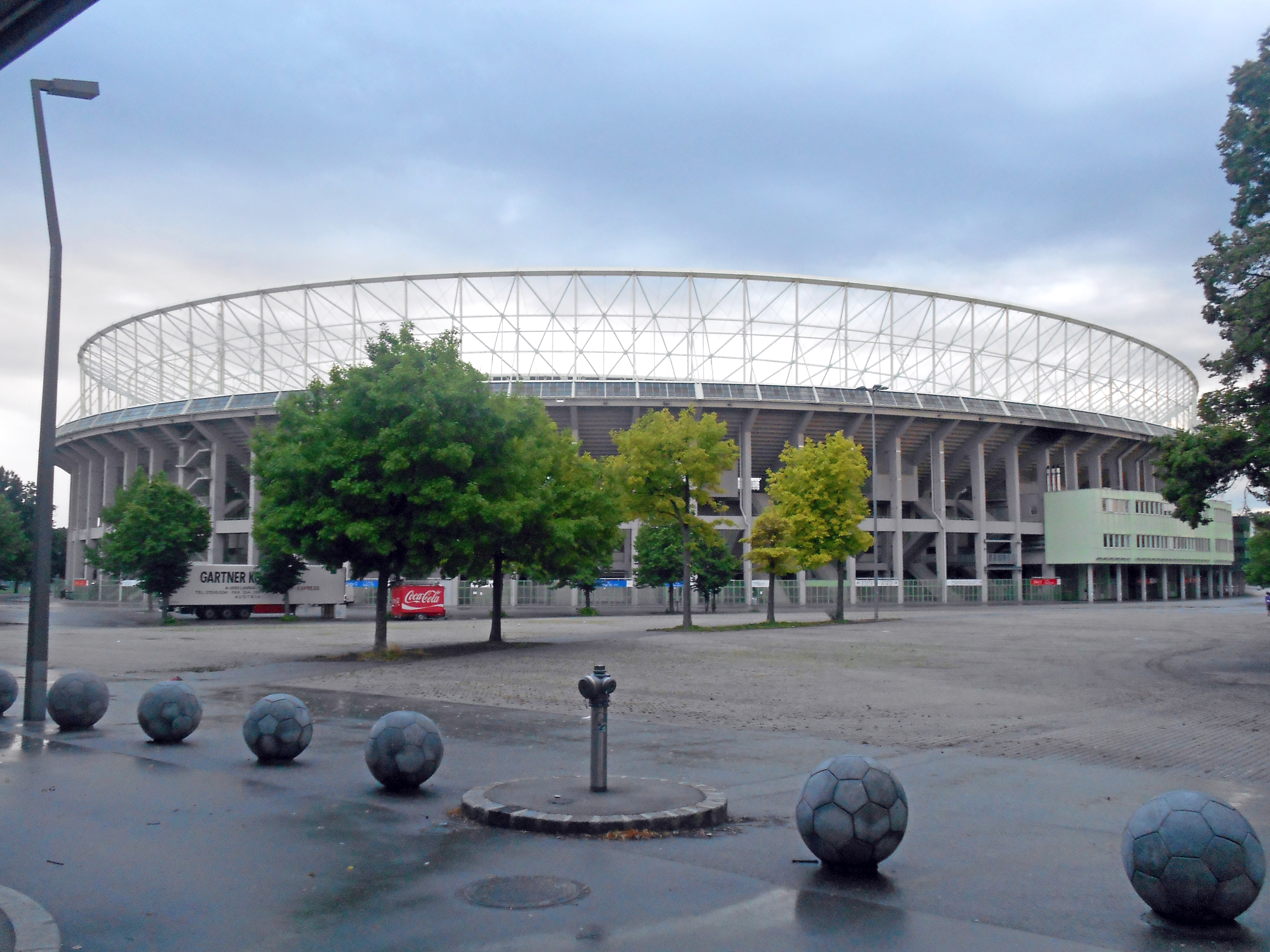
El estadio Ernst Happel Stadion, en memoria del fallecido entrenador.

Después pasó por varios clubes, de los que se cuentan el Sevilla FC, el Club Brujas (con el que de nuevo llegó a una final de Copa europea, pero perdió ante el Liverpool); el SWI Harelbeke, Standard Liège; Hamburgo S.V. (donde ganó de nuevo el máximo trofeo europeo de clubes) y el FC Tirol Innsbruck, último equipo de fútbol de su carrera de entrenador.
Además, entrenó a la selección de los Países Bajos durante la Copa Mundial de Fútbol de 1978 y su selección nacional, en 1992.
Fumador consumado, finalmente y siendo víctima de cáncer, falleció en 1992, con 66 años.
Fue el primero de seis entrenadores en ganar la Copa de Europa con dos clubes diferentes. Posteriormente le siguieron Carlo Ancelotti, Ottmar Hitzfeld, José Mourinho, Jupp Heynckes y Josep Guardiola. También es uno de seis entrenadores, junto con José Mourinho, Carlo Ancelotti, Giovanni Trapattoni, Tomislav Ivić y Eric Gerets, que han ganado campeonatos nacionales de liga en al menos cuatro países diferentes.

## El homenaje
En 1992, año de su fallecimiento, el Praterstadion se pasó a llamar Ernst Happel Stadion. Este estadio se utilizó para la final de la Liga de Campeones de la temporada 1994-95, donde ganó el Ajax Ámsterdam al AC Milan. Además, albergó la final de la Eurocopa 2008 en la que venció España a Alemania por 1-0.

## Clubes

### Como jugador
| Club                 | País    | Año       | Partidos | Goles |
| -------------------- | ------- | --------- | -------- | ----- |
| SK Rapid Viena       | Austria | 1943-1954 | 117      | 8     |
| Racing Club de París | Francia | 1954-1956 | 42       | 9     |
| SK Rapid Viena       | Austria | 1956-1959 | 63       | 17    |

### Como entrenador
| Club                          | País         | Año       |
| ----------------------------- | ------------ | --------- |
| ADO Den Haag                  | Países Bajos | 1962-1969 |
| Feyenoord de Róterdam         | Países Bajos | 1969-1973 |
| Sevilla FC                    | España       | 1973-1975 |
| Club Brujas                   | Bélgica      | 1975-1978 |
| Selección de los Países Bajos | Países Bajos | 1978      |
| KRC Zuid-West-Vlaanderen      | Bélgica      | 1979      |
| Standard Liège                | Bélgica      | 1979-1981 |
| Hamburgo S.V.                 | Alemania     | 1981-1987 |
| FC Swarovski Tirol            | Austria      | 1987-1991 |
| Selección de Austria          | Austria      | 1991-1992 |

## Palmarés

### Como jugador

#### Campeonatos nacionales
| Título          | Club           | País    | Año     |
| --------------- | -------------- | ------- | ------- |
| Copa de Austria | SK Rapid Viena | Austria | 1945-46 |
| Liga austriaca  | SK Rapid Viena | Austria | 1945-46 |
| Liga austriaca  | SK Rapid Viena | Austria | 1947-48 |
| Liga austriaca  | SK Rapid Viena | Austria | 1950-51 |
| Liga austriaca  | SK Rapid Viena | Austria | 1951-52 |
| Liga austriaca  | SK Rapid Viena | Austria | 1953-54 |
| Liga austriaca  | SK Rapid Viena | Austria | 1956-57 |

#### Copas internacionales
| Título       | Club           | País    | Año  |
| ------------ | -------------- | ------- | ---- |
| Copa Mitropa | SK Rapid Viena | Austria | 1951 |

### Como entrenador

#### Campeonatos nacionales
| Título                      | Club                  | País         | Año     |
| --------------------------- | --------------------- | ------------ | ------- |
| Liga austriaca              | SK Rapid Viena        | Austria      | 1959-60 |
| Copa de Austria             | SK Rapid Viena        | Austria      | 1960-61 |
| Copa de los Países Bajos    | ADO La Haya           | Países Bajos | 1967-68 |
| Eredivisie                  | Feyenoord de Róterdam | Países Bajos | 1970-71 |
| Primera División de Bélgica | Club Brujas           | Bélgica      | 1975-76 |
| Primera División de Bélgica | Club Brujas           | Bélgica      | 1976-77 |
| Primera División de Bélgica | Club Brujas           | Bélgica      | 1977-78 |
| Copa de Bélgica             | Standard Liège        | Bélgica      | 1980-81 |
| Supercopa de Bélgica        | Standard Liège        | Bélgica      | 1981    |
| Liga de Alemania            | Hamburgo S.V.         | Alemania     | 1981-82 |
| Liga de Alemania            | Hamburgo S.V.         | Alemania     | 1982-83 |
| Copa de Alemania            | Hamburgo S.V.         | Alemania     | 1986-87 |
| Liga austriaca              | FC Swarovski Tirol    | Austria      | 1988-89 |
| Copa de Austria             | FC Swarovski Tirol    | Austria      | 1988-89 |
| Liga austriaca              | FC Swarovski Tirol    | Austria      | 1989-90 |

#### Copas internacionales
| Título                | Club                  | Sede         | Año     |
| --------------------- | --------------------- | ------------ | ------- |
| Copa de Europa        | Feyenoord de Róterdam | Milán        | 1969-70 |
| Copa Intercontinental | Feyenoord de Róterdam | Países Bajos | 1970    |
| Copa de Europa        | Hamburgo S.V.         | Atenas       | 1982-83 |

#### Clasificaciones de los mejores entrenadores de todos los tiempos
| Premio          | Posición | Top 10 | Año  | Referencias   |
| --------------- | -------- | ------ | ---- | ------------- |
| World Soccer    | 9.º      | Sí     | 2013 | [ 7 ] [ 8 ]   |
| France Football | 9.º      | Sí     | 2019 | [ 9 ] [ 10 ]  |
| ESPN            | 14.º     | No     | 2013 | [ 11 ] [ 12 ] |